# Memphis leonida
Espèce
Prepona leonida est une espèce d'insectes lépidoptères (papillons) de la famille des Nymphalidae, de la sous-famille des Charaxinae et du genre Memphis.

## Dénomination
Memphis leonida a été décrit par Caspar Stoll en 1782 sous le nom initial de Papilio leonida.
Synonyme : Anaea leonida.

### Noms vernaculaires
Memphis leonida se nomme Leonida Leafwing en anglais.

### Sous-espèces
- Memphis leonida leonida ; présent au Pérou, au Brésil et au Surinam.
- Memphis leonida editha (Comstock, 1961) ; présent au Brésil[1].

## Description
Memphis leonida est un papillon aux ailes antérieures à bord costal bossu, apex pointu, bord externe concave près de l'apex, angle interne en crochet, bord interne concave et aux ailes postérieures munies chacune d'une queue en massue.
Le dessus des ailes du mâle est violet plus ou moins foncé avec une large suffusion bleu métallisé basale, celui de la femelle est marron avec une large suffusion bleu métallisé basale.
Le revers est beige à orangé brillant et simule une feuille morte.

## Écologie et distribution
Memphis leonida est présent au Pérou, au Brésil, au Surinam et en Guyane,,.

### Protection
Pas de statut de protection particulier.